# Elezioni dell'Assemblea degli Esperti del 2024
Le elezioni dell'Assemblea degli Esperti del 2024 si sono tenute il 1º marzo, congiuntamente con il primo turno delle elezioni parlamentari, per il rinnovo del suddetto organo.

## Registrazione e processo di qualificazione
A questa tornata, 510 candidati si sono registrati per concorrere alle elezioni, in calo dai precedenti 801. Di questi, solo 144 sono stati ammessi dal Consiglio dei Guardiani, mentre molti altri (tra cui, alcuni Principalisti, moltissimi Riformisti e Moderati, l’ex-Presidente Hassan Rouhani, l’ex-ministro Mahmoud Alavi e l’ex-ministro Mostafa Pourmohammadi) sono stati squalificati, in favore di candidati più vicini al regime ed alla Guida suprema dell'Iran, Ali Khamenei.

## Risultati
| Fazione                     | %     | Seggi |
| --------------------------- | ----- | ----- |
| Principalisti ed Alleati    | 65,91 | 58    |
| Indipendenti                | 31,82 | 28    |
| Riformisti, Moderati, Altri | 2,27  | 2     |
| Totale                      | 100   | 88    |

Nota: Dati incompleti, ricostruiti tramite, articoli ed analisi, come citati sopra.